# Langenberg (Kreis Gütersloh)
Langenberg település Németországban, azon belül Észak-Rajna-Vesztfália tartományban. Lakosainak száma 8767 fő (2023. december 31.). Langenberg Rheda-Wiedenbrück, Oelde, Wadersloh, Lippstadt és Rietberg községekkel határos.

## Népesség
A település népességének változása:
| Lakosok száma | 6588 | 8113 | 8482 | 8597 | 8695 | 8747 | 8767 |
|               | 1975 | 2014 | 2017 | 2019 | 2021 | 2022 | 2023 |